# Czech International Air Fest

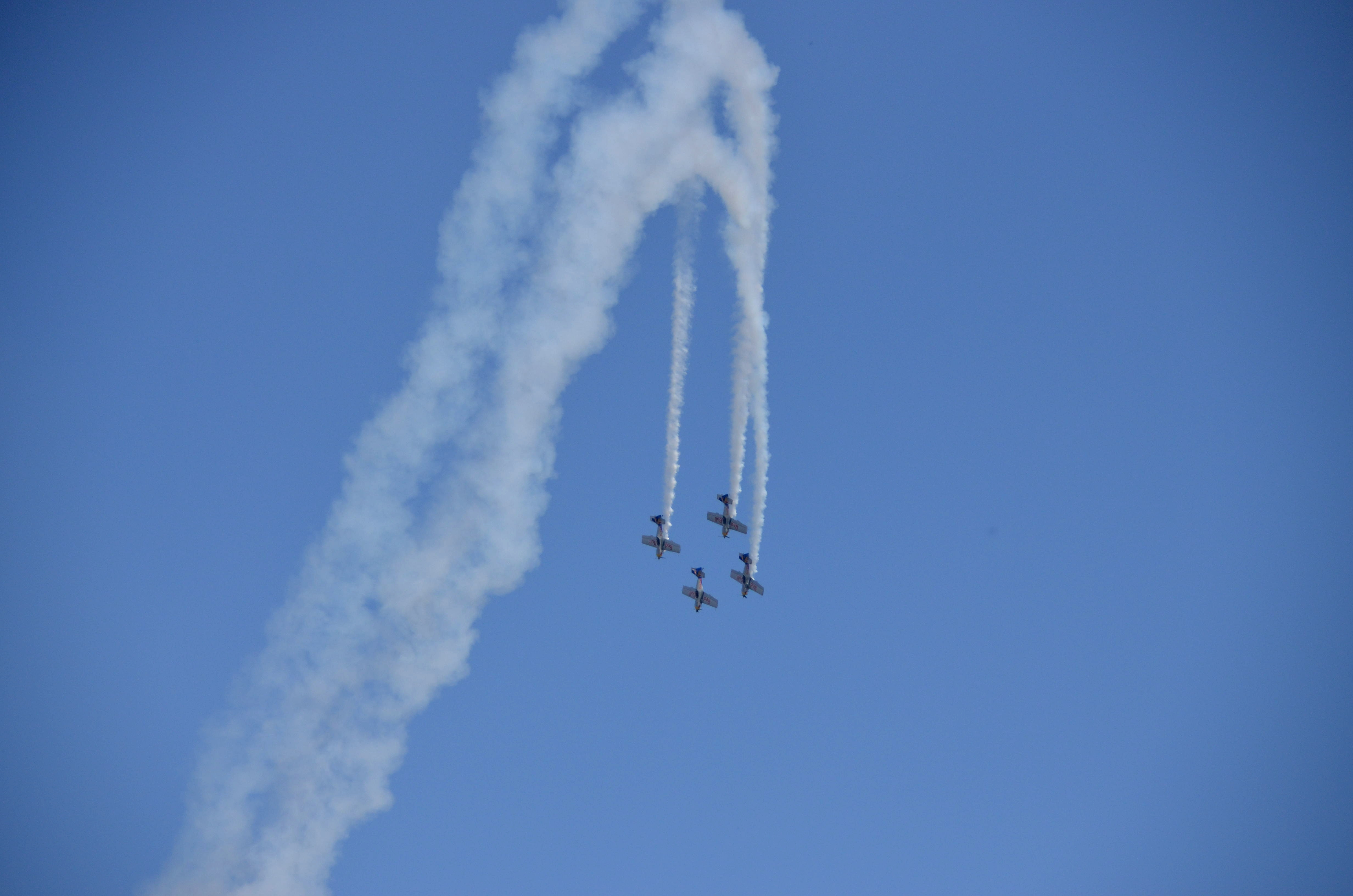
Show

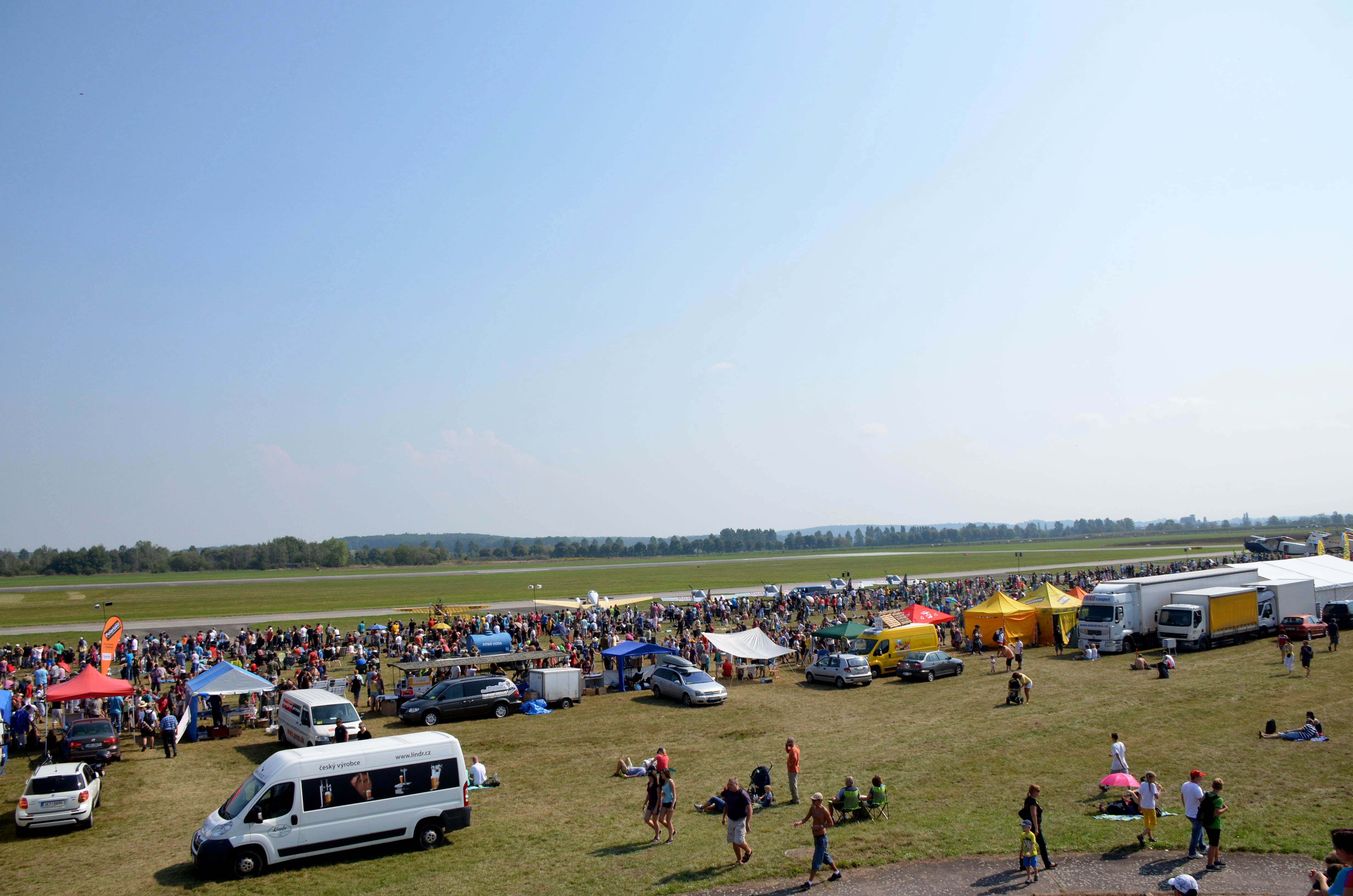
Přihlížející

Czech International Air Fest (CIAF) je letecká show, která se v České republice koná od roku 1993.
Postupem času se tato show stala celosvětově známým a vyhledávaným leteckým dnem. Domovem pro CIAF se stala tehdejší základna letectva AČR v Hradci Králové (LKHK). Zdejší letiště nabízelo pro konání akce ideální podmínky. Orientace slunce za diváky, velký prostor pro sledování dynamických ukázek a stroje pojíždějící přímo před diváky, to jsou hlavní důvody, proč bylo letiště v Hradci Králové návštěvníky tolik oblíbené.
Po odchodu armády již nebylo možné na letišti provozovat akce rozsahu CIAF. Proto se show v roce 2003 přesunula na letiště Brno-Tuřany (LKTB). Zde bylo nutné skloubit civilní provoz mezinárodního letiště a program přehlídky. To se organizátorům podařilo. Divácké podmínky na brněnském letišti nebyly ideální, a proto se spousta diváků dožadovala návratu na hradecké letiště. V roce 2009 došlo k dohodě mezi pořádající agenturou a magistrátem statutárního města Hradec Králové. Tou bylo dohodnuto, že se CIAF vrátí zpět do Hradce Králové.
Na každém ročníku CIAF se představí desítky letounů a leteckých skupin z celého světa.

## Přehled zajímavé techniky v letech 2005-2010
- 2005 – Rusko (Strizhi, Il-76), Francie (Mirage), Velké Británie (Tornado), USA (A-10), Kanada (CF-18 Hornet), Řecko (F-16), Portugalsko (F-5), Srbsko–Černá Hora (Super Galeb), Itálie (Alenia C-27J Spartan), NATO (AWACS)
- 2006 – Itálie (Frecce Tricolori), Švédsko (Team 60), Německo (UH-1), NATO (AWACS), Itálie (C-27J)
- 2007 – USA (B-1B), Německo (F-4), ČR (A-319), Srbsko (Zvezde 4x G-2), Belgie (F-16), ČR (C-11), Slovensko (MiG-29AS), USA (C-17), Francie (Breitling Jet Team)
- 2008 – Rumunsko (Aerobatic Yakkers), Agusta, Španělsko (CASA C-295), Sea King, Belgie (F-16), Polsko (Bialo-Czerwone Iskry), Slovensko (Očovskí Bačovia), Chorvatsko (Krila Oluje), NATO (AWACS)
- 2009 – ČR (W-3A Sokol, JAS-39, Mi-24), Belgie (F-16), Polsko (TS-11 Iskra), Francie (L-39 - Breitling Jet Team), Slovensko (L-13)
- 2010 – ČR (L-39, L-159, Bleriot, Mi-24), Slovensko (L-13, MiG-29), Francie (L-39 - Breitling Jet Team), Dánsko (F-16)